# Cephenemyia pratti
Cephenemyia pratti   - owad z  rodziny gzowatych.  Jego larwy pasożytują na mulaku (Odocoileus hemionus).